# 500 Kroner inden Lørdag
500 Kroner inden Lørdag er en stumfilm instrueret af Holger-Madsen.